# Alexandre Brierre de Boismont
Pour les articles homonymes, voir Brière (homonymie) et Boismont.
Alexandre-Jacques-François Brière de Boismont,, né le 18 octobre 1797 à Rouen et mort le 25 décembre 1881 à Saint-Mandé, est un médecin psychiatre français.

## Biographie
Reçu docteur en médecine à la faculté de médecine de Paris en août 1825, il commence sa carrière de médecin dans la maison de santé de Mme Marcel Sainte-Colombe, rue Picpus. Il est ensuite médecin de l'hôpital temporaire des Bonshommes et devient l'un des aliénistes les plus renommés de la capitale.
Chrétien rationaliste, il veut concilier la science avec la foi, et croit en une origine métaphysique de la maladie mentale. Ceci l’amène à s’opposer, en tant que « psychologue » (ou, comme on les appelait parfois, « spiritualiste ») , au « physiologiste » Moreau de Tours. Considérant que celle-ci résulte également d’un trouble de la constitution morale et spirituelle, il rejette l’usage thérapeutique du cannabis que prône Moreau.
Lié avec la plupart des notabilités artistiques et littéraires de son temps, parmi ses familiers figuraient Vigny ou Balzac, qui venait diner, une fois par semaine à la maison de santé.
En 1831, il part pour la Pologne avec ses confrères, Sédillot et Foy, sur l’invitation du gouvernement national lors de l’insurrection de Novembre. Attaché à l’hôpital militaire de Varsovie, il y rend des services qui lui valent la croix du Mérite militaire de Pologne. Le mémoire, sur l’épidémie de choléra-morbus qu’il a eu l’occasion d’étudier, qu’il publie à son retour, lui vaut une médaille d'or de l'Institut.
En 1838, il prend la tête d'une maison de santé privée 21 rue Neuve-Sainte-Geneviève, près du Panthéon, transférée rue du Faubourg Saint-Antoine. Il contribue à la fondation d'une autre maison, à Saint-Mandé en 1859, qui sera dirigée par sa fille, Mme Rivet.
Auteur de nombreuses publications, outre la psychiatrie, dans le domaine de l’hygiène, la médecine légale ou l’anatomie, il est surtout connu pour son importante étude Des hallucinations, ou Histoire raisonnée des apparitions, des visions, des songes, de l'extase, du magnétisme et du somnambulisme, une étude marquante, publiée en 1845, qui tente de préserver la relation entre la médecine et le concept de spiritualité de l’âme et de libre-arbitre chrétien en cherchant des causes métaphysiques aux hallucinations, dont les causes physiques ne seraient que secondaires par rapport à l’orientation erronée des idées dont la cause première serait à rechercher dans la violation d’un principe supérieur transcendant. Au nombre de ses patients, il compte Gaetano Donizetti, Charles Lassailly.
Il est l'un des membres fondateurs de la Société médico-psychologique en 1852, dont il a été un des premiers secrétaires et plus tard un des présidents.
Son premier traité, intitulé Éléments de botanique rédigé en collaboration avec André Pottier en 1825, porte sur la botanique médicale et industrielle. La plupart de ses ouvrages portent sur les maladies mentales ; plusieurs ont connu un grand retentissement. Du délire aigu qu'on observe dans les établissements d'aliénés est ainsi honoré d'une médaille d'or par l'Institut en 1845.
Il est enterré au cimetière du Père-Lachaise.

## Distinctions

### Françaises
- Chevalier de la Légion d'honneur (15 janvier 1832)[9]

### Étrangères
- Chevalier de l'ordre de Charles III d'Espagne (30 juillet 1863)
- Commandeur de l'ordre d'Isabelle la Catholique (Espagne, 19 décembre 1865)
- Chevalier de l'ordre des Saints-Maurice-et-Lazare  (Italie, 20 mai 1868)

## Publications
- Publications lire en ligne sur Gallica
- Du suicide et de la folie suicide, Bibliothèque interuniversitaire de Médecine (Paris)
- Traité élémentaire d'anatomie (avec des notes par Philippe-Frédéric Blandin), Paris, Mme Auger Méquignon, 1827, VI-802 p.
- Observations médico-légales sur la monomanie homicide, Paris, Mme Auger Méquignon, 1827, 46 p.
- Médecine domestique, comprenant les premiers secours à administrer dans les maladies et accidents qui menacent promptement la vie, Paris, 1832, 108 p.
- Relation historique et médicale du choléra-morbus de Pologne, Paris, Germer Baillière, 1832, xi-266 p.
- Des premiers secours à donner aux personnes atteintes du choléra-morbus et des moyens préservatifs, Paris, Germer Baillière, 1832, 15 p.
- Traité d'anatomie humaine (avec Gilbert Breschet), Paris, 1833, 108 p.
- Traité d'hygiène, ou Précautions à prendre pour l'entretien de la santé, Paris, 1833, 108 p.
- De la pellagre et de la folie pellagreuse : Observations recueillies au Grand Hôpital de Milan. Mémoire lu à l'Académie des sciences dans sa séance du 30 novembre 1830, 2e éd., Paris, Germer Baillière, 1834, 95 p.
- Manuel de médecine légale à l'usage des jurés, des avocats et des officiers de santé, Paris, Germer Baillière, 1835, XVI-355 p.
- Mémoire pour l'établissement d'un hospice d'aliénés, Paris, P. Renouard, 1836, 84 p.
- De la menstruation considérée dans ses rapports physiologiques et pathologiques, Paris, Germer Baillière, 1842, xvi-560 p.
- Des hallucinations : ou Histoire raisonnée des apparitions, des visions, des songes, de l’extase, du magnétisme et du somnambulisme, Paris, Germer Baillière, 1862, 3e éd., xiv-719, in-8º (OCLC 951463699, lire en ligne sur Gallica).
- De l'ennui, taedium vitae, Paris, L. Martinet, 1850, 41 p.
- Du suicide et de la folie suicide, considérés dans leurs rapports avec la statistique, la médecine et la philosophie, Paris, Germer-Baillière, 1856, xvi-663 p.
- Études cliniques sur la paralysie générale, lues à la Société médico-psychologique, Paris, L. Martinet, 1859, 50 p.
- Programme pour la formation de plans d'un asile modèle destiné à la ville de Madrid, Paris, imprimerie L. Martinet, 1860, 34 p.
- De l'hallucination historique, ou Étude médico-psychologique sur les voix et les révélations de Jeanne d'Arc, Paris, Germer Baillière, 1861, 51 p.
- De la responsabilité légale des aliénés, lu à l'Académie des sciences, dans sa séance du 3 août 1863, Paris, J.-B. Baillière et fils, 1863, 77 p.
- Responsabilité légale des médecins en Espagne : Procès en détention arbitraire de Dona Juana Sagreda : Rapport fait à la Société médico-psychologique par la commission nommée dans la séance du 30 mars 1863, pour examiner cette affaire, Paris, imprimerie de E. Martinet, 1864, 64 p.
- Appréciation médico-légale du régime actuel des aliénés en France, à l'occasion de la loi de 1838, Paris, imprimerie de E. Martinet, 1865, 48 p.
- De la folie raisonnante et de l'importance du délire des actes, pour le diagnostic et la médecine légale, Paris, J. B. Baillière et fils, 1867, 95 p.
- Esquisses de médecine mentale. Joseph Guislain, sa vie et ses écrits, Paris, Germer Baillière, 1867, xxiv-160 p.

## Sources partielles
- Précis analytique des travaux de l'Académie des sciences, belles-lettres et arts de Rouen, Académie de Rouen, 1883, p. 120.
- (en) Laurent Carrer, Ambroise-Auguste Liébeault, The Hypnological Legacy of a Secular Saint, College Station, Virtualbookworm Publishing, 2002, p. 29  (ISBN 1-58939-259-0).
- (en) Joseph Thomas, Universal Pronouncing Dictionary Of Biography And Mythology, tome 1, Whitefish, Kessinger Publishing, 2005, p. 434  (ISBN 1-4179-5166-4).